# Dóczy József (nótaszerző)
Dóczy József (Miskolc, 1863. május 11. – Budapest, 1913. július 1.) magyar nótaköltő.

## Életpályája
Apja Dóczy Gedeon (1832–1911), a miskolci református egyház leánynevelő intézetének jeles tanára, a magyarországi nőnevelés egyik úttörője volt. Fia József, Debrecenben és Budapesten tanult, jogot végzett. Magánúton kezdett zenét tanulni, s később sok szerzeményét országszerte énekelték. Pénzügyi titkár volt Debrecenben, Temesváron és Nagykárolyban. Cikkeket írt a Nagykároly és Vidéke és a Szatmármegyei Közlöny című lapokba, melyekben hangsúlyt kapott a szépirodalom is: versek, novellák, regényrészletek jelentek meg. Ebben a rovatban sokszor feltűntek a kor legjelesebb irodalmi képviselői. A helybeli irodalom- és zenepártolók közül pedig Dóczy József neve éveken át ismétlődött.
1913. július elsején, 50 éves korában öngyilkos lett. Sírja Budapesten, a Kerepesi temetőben található.

## A nótaszerző
A századfordulónak és a 20. század elejének nótaszerzői közül Dóczy József, Fráter Lóránd és Balázs Árpád (1874–1941) a legjelentősebbek. Bár Kodály Zoltán úgy jellemezte a magyar nótát, mint „a népdalkultúrából már kinőtt, de a magaskultúráig el nem jutott átmeneti embertípus zenéje”, a magát haladó szellemiségűnek tartó és érző magyar felsőbb réteg igényelte a 19. század végén egy új, sajátosan magyar műfaj létrejöttét. Az új dalok írói pedig elsősorban vidéki nemesek, hivatalnokok, akik ebben a zeneileg egyszerű formában jelentős sikereket tudtak elérni hiányos zenei képzettségük mellett is. A 19-20. század fordulójának nótaszerző triászából Dóczy József dalai is elterjedtek a népdalos paraszti társadalomban. Elsősorban azok a magyar nóták folklorizálódtak, amelyek eleve „népdal-közelből” indultak: soknak szerzőjét ma már nem is lehet megállapítani. Egyes becslések szerint a 20. század közepéig mintegy 30 000 nóta született. És ezek megismertetésében, elterjesztésében a cigányzenészek nélkülözhetetlenek voltak, hiszen hangszerkíséret nélkül a nóta nem hatott igazán. Az ő szakmai tudásukon, előadásmódjukon keresztül vált a magyar nóta a verbunkos folytatójává, s napjainkig fennmaradó hungarikummá.

## Művei

### Színpadi
- Kurucvilág (operett, Debrecen, 1898);
- Liliom Klári (népszínmű, Temesvár, 1901);
- A rozsályi malom (zene Kacziány Géza népszínművéhez, 1902)[3]

### Főbb nótái
"Szőke lány a rózsám, szőke lány,
Liliomszép arca halovány.
Aranyból van néki minden hajaszála,
Szebb lány a világon nincsen nála.
Menyecske lett már a szőke lány,
Rózsa virul most a szép arcán.
Ha leánynak szép volt, menyecskének még szebb,
A csókja is százszor édesebb. (Dóczy József: Szőke lány a rózsám)
- A kanyargó Tisza partján
- Árad a Tisza
- Bakanóta (Jól van dolga a bakának)
- Darumadár útnak indul
- Édesanyám kösse fel a kendőt a fejére
- Elment Julcsa tegnap a vásárba
- Felednélek, felednélek, de nem tudlak feledni
- Ha bemegyek szombat este a csárdába
- Haldoklik a Hajnalcsillag
- Hiába süt a világra
- Hull a zápor kinn a pusztán
- Ica Te! Vica Te!
- Ityóka, pityóka
- Levél jött a kaszárnyába
- Magas a kaszárnya
- Mandulafa, mandulafa
- Megáradt a patak, elmosta a partot
- Nádfödeles kis házikóm
- Nem tudok én egynél többet szeretni
- Nótárus úr
- Sötét erdő sűrűjéből
- Százforintos bankó volt a lajbizsebben
- Szegény vagyok
- Szeretőt keresek
- Üsse kő, én nem törődöm a világgal
- Vett a rózsám piros selyem viganót

## Emlékezete

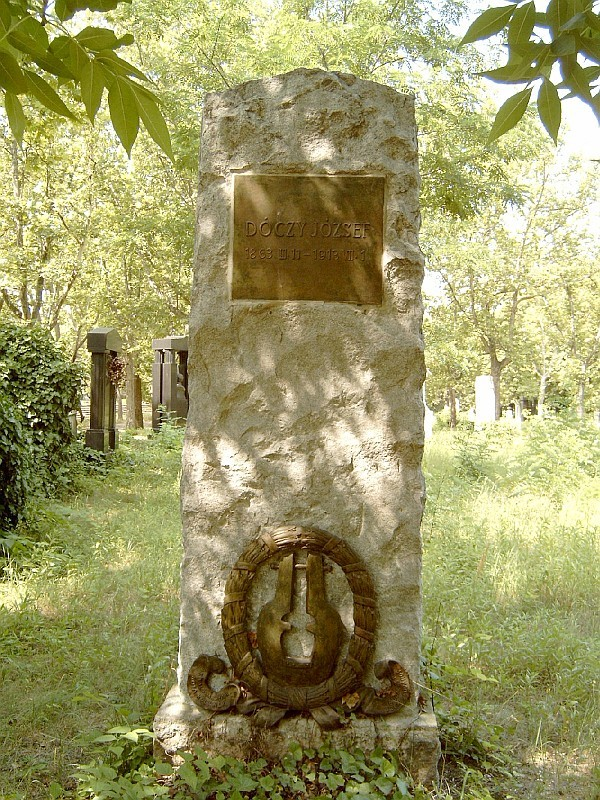
Dóczy József sírja Budapesten. Kerepesi temető: 18/1-1-46.

Nótái napjainkig népszerűek, olyan előadóművészek adták és adják elő, mint: Bessenyei Ferenc, Kalmár Magda, Palló Imre, Király Ernő, Győri Szabó József, Talabér Erzsébet, Lovay László. Cigányzenekarok is játsszák (Déki Lakatos Sándor, Kállai Kis Ernő és Magyari Imre cigányzenekarai).
A legfrissebb feldolgozásokban is egy-egy dala felcsendül, pl. a Szélkiáltó együttes Magyar katonadalok és énekek a 20. századból című CD-jén az Írtam levelet a császárnak és a Mikor engem besoroztak.
Budapesten, Debrecenben és Miskolcon utca viseli a nevét.

## Kottái
Kottái nyomtatásban megjelentek:
- Bárd Karácsonyi Albuma 1921-22. Dalok, divatos táncok, operettek – Hat oxford, négy one step, négy keringő, tizenegy operettrészlet, dal és kuplé, összesen 25 nagy sikerű új zeneszám, Bárd Ferenc és fia, Budapest, 1921.
- Dóczy József nótáskönyve. Énekhangra zongorakísérettel, Zeneműkiadó V., Budapest, 1957 és újabb kiadása, 1958.
- Darumadár útnak indul, Dóczy album énekre és zongorára, Harmónia. Zeneműkiadó Váll. Év.n.
- Szól a nóta 4. 55 magyar nóta – Énekre és zongorára, gitár jelzéssel, Zeneműkiadó V., Budapest, 1982. Arany János, Fráter Béla és  Szentirmay Elemér szerzők társaságában.
- Szól a nóta 9. 55 magyar nóta – Énekre és zongorára, gitár jelzéssel, Zeneműkiadó V., Budapest, 1970. Bodrogi Zsigmond, Nyilassy Sándor szerzők társaságában.
- A múlt idők nótáskönyve. 77 magyar nóta. (Szerk. Károssy Csaba. Nótaszerzők Dóczy József és mások.) Szombathely, 1992, OSKAR. 112 p. Kosztolányi Dezső „A mi nótáink" c. írásával.
- Valakinek muzsikálnak… Ányos Laci, Balázs Árpád, Dankó Pista, Dóczy József, Erőss Béla, Fráter Loránd, Kalmár Tibor, Sallay Misi, Szilágyi Béla válogatott nótái. Nyíregyháza, 2005.